# Primel macht ihr Haus verrückt
Primel macht ihr Haus verrückt ist ein 1979 entstandener deutscher Spielfilm von Monica Teuber mit Artur Brauners Nichte Sharon Brauner in der Titelrolle eines kleinen Mädchens, das durch ihre unbekümmert-offene Art die Bewohner eines Mietshauses näher zusammenführt.

## Handlung
Berlin in der Gegenwart. Die kleine Primel ist gerade mal neun Jahre jung und ein ziemlich quirliger Wildfang. Eines Tages erhält ihre Mutter einen alarmierenden Anruf: Die Großmutter ist krank! Primels allein erziehende Mutter muss eilig aufbrechen, um sich um die alte Frau zu kümmern. Nun aber gibt es ein Problem: Wer kümmert sich in der Zwischenzeit, etwa eine Woche lang, um Primel? Mitnehmen der Kleinen ist keine Option, denn das Mädchen kann nicht einfach so die Schule schwänzen. Die im Mietshaus als Nachbarn lebende sieben Parteien entscheiden sich bei einer Mieterversammlung daher auf Vorschlag von Schuster Sohle, dass jeder der hier Wohnenden sich an der Betreuung Primels beteiligen und man einander Tag für Tag abwechseln soll. 
Die Idee ist eigentlich nicht schlecht und der gute Wille aller Beteiligten vorhanden. Doch Primel ist nicht so leicht zu zähmen, denn das zu allerlei Streichen aufgelegte Mädchen ist ein echter Wirbelwind und sorgt bald mit ihrer unbekümmerten Art für ein heilloses (wenngleich letztendlich auch sehr heilsames) Durcheinander. Primels Lebendigkeit und Fröhlichkeit erweisen sich bald nicht nur als anstrengend, sondern auch als ausgesprochen herzerfrischend und zusammenführend, und bald sind die Mieter nicht mehr länger einander weitgehend unbekannte Nachbarn, sondern wachsen zu einer richtigen Hausgemeinschaft zusammen, die nun weiß, was man aneinander hat und die für einander einsteht.

## Produktionsnotizen
Dieser Kinderfilm entstand 1979 und wurde am 25. Februar 1980 uraufgeführt. 

## Kritik
„Der gutgemeinte Film malt das Bild einer Welt, in der Kindern fast alles erlaubt ist, Erwachsene antiquierte Ansichten vertreten und alle sich so verhalten, wie es in Wirklichkeit kaum vorkommt.“